# Higher Power
«Higher Power» — песня британской рок-группы Coldplay, вышедшая 7 мая 2021 года с их предстоящего девятого студийного альбома. Песню написали все четыре члена группы в соавторстве с продюсером Максом Мартином, сопродюсерами были Oscar Holter и Bill Rahko.

## История
Песня получила положительные отзывы музыкальной критики и интернет-изданий.
Элла Кемп из журнала «NME» оценила песню на 4/5 звёзд и отметила, что «трек берет всё, что касается Криса Мартина и его компании, которые научились мечтать всю свою жизнь и, наконец, в буквальном смысле запускают свой талант в космос. „Higher Power“ лучше всего ценится благодаря явной силе мелодии, которая дает вам стремительный полет в атмосферу […]. Для группы, зачастую скованной своей же эмоциональной прозрачностью, [песня] — захватывающий шаг вперёд».

## Музыкальное видео
Аудиовидео на песню «Higher Power», режиссером которой выступил Пол Дагдейл, было показано на YouTube-канале Coldplay 7 мая 2021 года в 12:01 по московскому времени, что совпало с выпуском сингла. На нём группа выступает на нежилом участке, а вокруг танцуют голограммы инопланетян. Группа, получившая название «Связь с внеземным разумом» (CETI), как сообщается, перед публичным выпуском анонсировала это видео астронавту Европейского космического агентства Франции Томасу Песке, находящемуся в этот момент на борту Международной космической станции.

## Концертные выступления
2 мая было объявлено, что первое живое исполнение песни состоится на телешоу American Idol в его эпизоде за 9 мая. Британская Official Charts Company сообщила 3 мая, что группа исполнит трек на открытии церемонии 41st Brit Awards, который был записан на барже на реке Темзе около The O2 Arena.

## Отзывы
Песня «Higher Power» получила в целом положительные отзывы музыкальных критиков.

### Итоговые списки
| Публикатор  | Список                       | Ранг   | Ссылка |
| ----------- | ---------------------------- | ------ | ------ |
| Apple Music | The 100 Best Songs of 2021   | 80     | [ 14 ] |
| Glamour     | The 50 Best Songs of 2021    | Placed | [ 15 ] |
| NBHAP       | Best Songs of 2021           | 45     | [ 16 ] |
| NME         | The 50 Best Songs of 2021    | 44     | [ 17 ] |
| Stereogum   | The Top 40 Pop Songs of 2021 | 25     | [ 18 ] |

## Чарты

### Еженедельные чарты
| Чарт (2021)                                  | Высшая позиция |
| -------------------------------------------- | -------------- |
| Австралия (ARIA)                             | 44             |
| Бельгия/Фландрия (Ultratop 50)               | 1              |
| Бельгия/Валлония (Ultratop 50)               | 36             |
| Канада (Billboard Canadian Hot 100)          | 31             |
| Чехия (Singles Digitál Top 100)              | 58             |
| Франция (SNEP)                               | 98             |
| Германия (GfK)                               | 36             |
| Мир (Billboard Global 200)                   | 24             |
| Венгрия (Single Top 40)                      | 4              |
| Ирландия (IRMA)                              | 20             |
| Италия (FIMI)                                | 52             |
| Япония (Japan Hot 100)                       | 61             |
| Япония (Billboard)                           | 1              |
| Литва (AGATA)                                | 37             |
| Нидерланды (Dutch Top 40)                    | 17             |
| Нидерланды (Single Top 100)                  | 45             |
| Новая Зеландия (RMNZ)                        | 7              |
| Норвегия (VG-lista)                          | 25             |
| Словакия (Singles Digitál Top 100)           | 43             |
| Польша (ZPAV AirPlay Top 100)                | 87             |
| Швеция (Sverigetopplistan)                   | 28             |
| Швейцария (Schweizer Hitparade)              | 18             |
| Великобритания (UK Singles Chart)            | 12             |
| США (Billboard Hot 100)                      | 53             |
| США (Billboard Adult Top 40)                 | 19             |
| США (Billboard Hot Rock & Alternative Songs) | 7              |
| США (Billboard Rock Airplay)                 | 4              |

## Сертификации
| Регион                                                                      | Сертификация | Продажи |
| --------------------------------------------------------------------------- | ------------ | ------- |
| Австралия (ARIA)                                                            | Платиновый   | 70 000  |
| Австрия (IFPI Austria)                                                      | Платиновый   | 30 000  |
| Бельгия (BEA)                                                               | Золотой      | 20 000  |
| Бразилия (ABPD)                                                             | Платиновый   | 40 000  |
| Канада (Music Canada)                                                       | Золотой      | 40 000  |
| Дания (IFPI Danmark)                                                        | Золотой      | 45 000  |
| Франция (SNEP)                                                              | Золотой      | 100 000 |
| Германия (BVMI)                                                             | Золотой      | 200 000 |
| Италия (FIMI)                                                               | Платиновый   | 100 000 |
| Польша (ZPAV)                                                               | Золотой      | 25 000  |
| Португалия (AFP)                                                            | Платиновый   | 10 000  |
| Испания (PROMUSICAE)                                                        | Платиновый   | 60 000  |
| Великобритания (BPI)                                                        | Платиновый   | 600 000 |
| Данные о продажах + прослушиваниях приведены только на основе сертификации. |              |         |